# James Wilson Alexander Macdonald

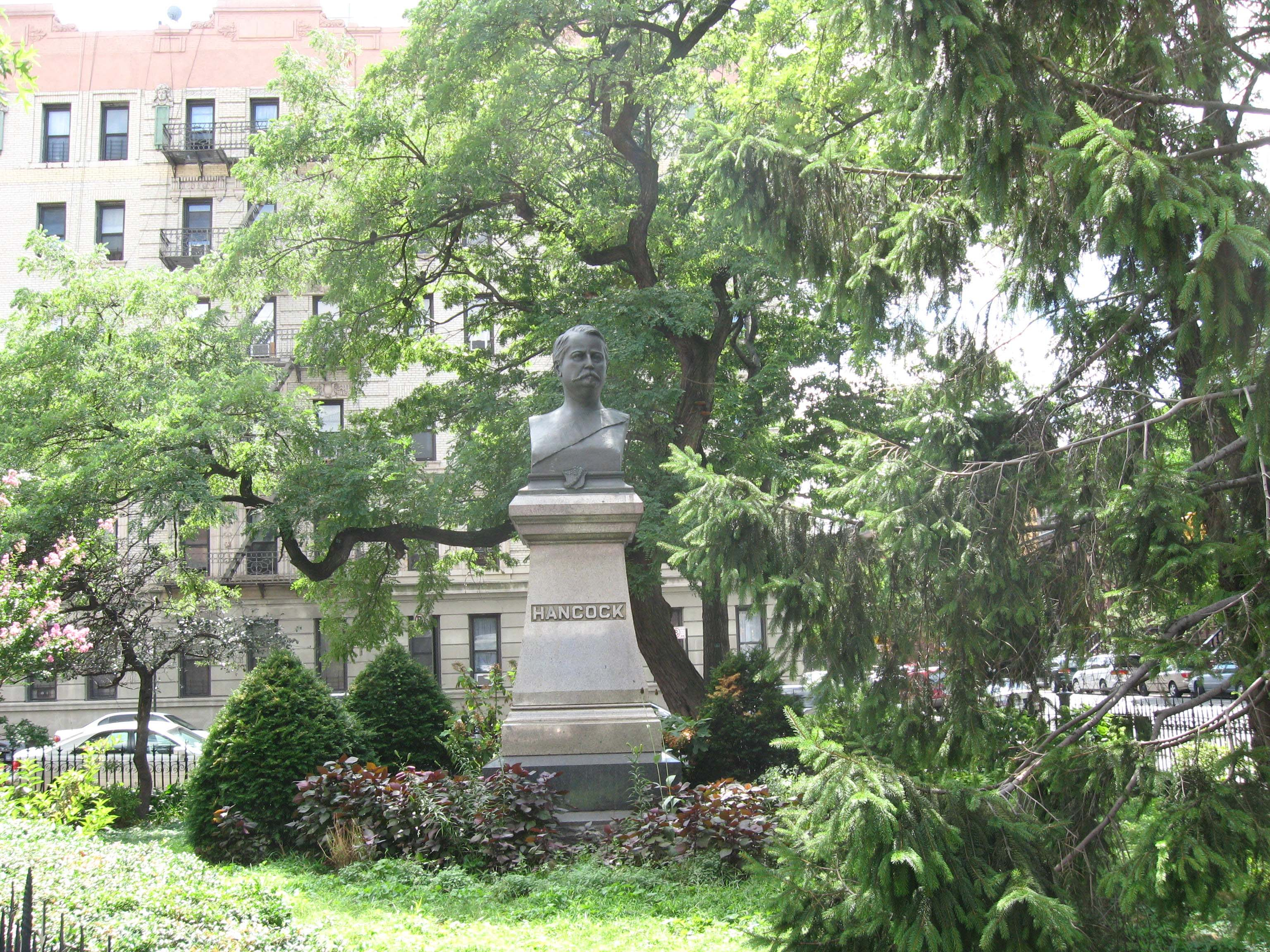
Byst över Winfield Hancock i New York

James Wilson Alexander Macdonald, född 1824, död 1908, var en amerikansk skulptör.
Macdonald var elev till Patrick MacDowell, från 1849 bosatt i New York. Han var även verksam som målare och konstskribent. Bland hans arbeten märks en byst av Th. Newton (1854) och en kolossalstaty av general Nathaniel Lyon 1878.